# Dimitrov Cove
Die Dimitrov Cove (englisch; bulgarisch Димитров залив Dimitrow saliw) ist eine 6,8 km breite und 4,8 km lange Bucht im Nordwesten der Welingrad-Halbinsel an der Graham-Küste des Grahamlands auf der Antarktischen Halbinsel. Sie liegt zwischen dem Pripek Point im Westen und dem Biser Point im Osten. Der Rusalka-Gletscher münden in diese Bucht, die Insel Camacúa Island liegt in ihrer Einfahrt. Eine Nebenbucht der Dimitrov Cove ist die Hoek Bay, in die der Hoek-Gletscher mündet.
Britische Wissenschaftler kartierten sie 1971. Die bulgarische Kommission für Antarktische Geographische Namen benannte sie 2010 nach dem bulgarischen Historiker Boschidar Dimitrow (1945–2018) für dessen Unterstützung des bulgarischen Antarktisprogramms.